# 惣谷狂言
惣谷狂言（そうたにきょうげん）とは、奈良県五條市大塔町惣谷に伝わる狂言である。奈良県指定無形民俗文化財。

## 概要
1月25日、隣の集落大塔町篠原で篠原踊が奉納されるのと同じ日に、大塔町惣谷では天神社の神事初めに惣谷狂言が奉納される。もとは十数曲あったというが現在伝わるのは8曲で、毎年そのうちの2曲ほどを選んで演じられる。各狂言は長いものでも10分ほど、以前は神社前に筵を敷いて演じられたが近年は幕を張り軒をしめ縄と餅花で飾った神社社務所を舞台として、古風な狂言が淡々とかつおおらかに演じられている。
狂言は日本の代表的な古典芸能であるが、能の間にではなく風流踊りの間々に演じられてきた地狂言が今も残る例は全国的にも珍しく、舞台芸術として洗練された現代の狂言にはない世界を伝えるものとして、芸能史上にも貴重な史料といえる。

## 歴史
惣谷のような山深い人里に狂言がどのような経路をたどって伝わったのかはわかっていない。惣谷から峠を越えると能面などを伝える天川村の天河大弁財天社があることからこの峠を越えて伝わったという説、旅から旅へと興行する芸能者集団がやってきて村人が見様見真似で覚えたという説、かつては木地師の里として栄えた当地の木地師たちがどこからか覚えて持ち帰ったという説などがあるが、民族研究家の間でも芸能がどのように伝播したかを解明するのは難しいという。
かつては旧暦1月25日に神事のあと、地区の寺（円満寺）で余興として踊りと狂言が交互に演じられていた。宴会とあわせて朝まで正月をにぎやかにした地区最大の娯楽であったという。その狂言も1907年（明治40年）頃には演じられなくなり1915年（大正4年）に大正天皇の御大典奉祝として演じられたのを最後に途絶えていたが、1957年（昭和32年）暮に大塔村史編纂を契機に奇跡的に復活した。
半世紀近く演じられなかった惣谷狂言の復活は地区の大作業だった。台本もなく古来より口伝だった狂言は、木地師であった辻本家が代々家元として伝えていたが、辻本可也（つじもとよしなり・1896年〈明治29年〉- 1979年〈昭和54年〉）が一つひとつ掘り起こすようにして記憶をたどり8曲の台本を完成させた。詞章（台詞）や所作は見まね聞きまねで覚えていたが、十津川村に養子に出ていた弟も呼んで、兄弟で思い出しながらの大変な作業であったという。その努力が実り「惣谷狂言保存会」が結成されることとなり、1959年（昭和34年）7月23日には奈良県の無形民俗文化財に指定され、その伝統を今に伝えている。
復活後は天神社の祭礼の他に、辻堂小学校、大塔第二中学校、惣谷小学校、奈良県文化会館、円満寺、大塔中学校などで行われた発表会、郷土芸能大会、文化祭などの催しにも出演している。また、テレビ番組収録のため日本放送協会大阪放送局へ赴いたこともあった。
2011年（平成23年）台風12号による水害の影響で、翌2012年（平成24年）1月の天神社祭礼では狂言の上演は中止された。地域は過疎高齢化が進んでおり2013年（平成25年）1月現在の保存会会員は6名、うち1名は高齢であり実際には5名で活動している。そのような存続が危ぶまれる状況ではあるが、詞章は伝えられてきたものをほとんどそのまま継承しながらも、所作や衣装などについては上演の都度に時代考証などをして考案されており、時代とともに変化を加えながら、保存会の人々の熱意がこの狂言に注ぎ込まれている。

## 演目
昭和30年代の復活以降は8曲の題目を伝承している。
- 「鳥刺し狂言」
- 「鐘引き狂言」
- 「鬼狂言」
- 「狐釣り狂言」
- 「かなぼうし狂言」
- 「壺負い狂言」
- 「舟こぎ狂言」
- 「万才」

ただし前述のとおり保存会の人数が不足しており、女形の役が入る「鐘引き」は2005年（平成17年）に上演されて以降演じられていない。また、3人の登場人物の他に三味線、太鼓、笛が必要な「狐釣り」も上演が困難な状況となっている。
他に、かつては「田植狂言」「豆妙狂言」「薯洗狂言」「米搗狂言」などもあったという。